# Open Universiteit
De Open Universiteit (OU) is een universiteit in Nederland en Vlaanderen,
die wetenschappelijk onderwijs ontwikkelt en verzorgt met een open en toegankelijk karakter. Dit gebeurt in verwevenheid met het wetenschappelijke onderzoek dat de universiteit verricht en vooral in de vorm van online activerend onderwijs. De hoofdvestiging van de Open Universiteit is in Heerlen. De studenten maken echter voornamelijk gebruik van de zeventien studiecentra verspreid over Nederland en Vlaanderen.
De OU verschilt op drie punten met de andere universiteiten in het Nederlandse taalgebied:
1. De OU richt zich op deeltijdonderwijs voor volwassenen.
2. De OU heeft de wettelijke taak om bij te dragen aan de innovatie van het hoger onderwijs in Nederland.
3. De OU draagt bij aan de toegankelijkheid van het hoger onderwijs in Nederland.

De minimumleeftijd om bij de OU te studeren is achttien jaar, maar verder hanteert de OU geen formele toelatingseisen. Bij sommige opleidingen of cursussen gelden er echter vooropleidingsvereisten, zoals voor instroom in de masteropleidingen. Kenmerkend voor het onderwijs is een grotere mate van vrijheid wat betreft plaats, tijd en tempo van de studie dan bij reguliere universiteiten.
Studiemateriaal en studiebegeleiding zijn afgestemd op zelfstandig studeren, meestal zonder dat studenten colleges moeten volgen. Zij kunnen het tempo van hun studie zelf bepalen en thuis studeren. In deeltijd, naast hun werk of voltijds. Een studiecentrum biedt studievoorlichting- en begeleiding, tentamenfaciliteiten, academische activiteiten en een ontmoetingsplaats voor studenten. Het onderwijs steunt op onderzoek, gericht op de ontwikkeling van zulk onderwijs, met een brede, maatschappelijk georiënteerde valorisatiefunctie.

## Geschiedenis
De OU is opgericht in september 1984 en is daarmee de jongste universiteit van Nederland en is de enige instelling die afstandsonderwijs op academisch niveau aanbiedt. In de jaren zeventig heeft het Ministerie van Onderwijs, Cultuur en Wetenschap verschillende rapporten en adviezen over universitair onderwijs aan volwassenen uitgebracht. De beleidsnota Open Universiteit in Nederland van Van Kemenade uit 1977 leidde uiteindelijk tot de Wet op de Open Universiteit die op 1 januari 1985 in werking trad. De officiële opening vond plaats op 26 september 1984. Op deze datum viert de Open Universiteit jaarlijks haar dies natalis.
Tijdens de coronapandemie, die in 2020 Europa bereikte, nam de vraag naar open onderwijs toe. De universiteit nam veel docenten aan om de groei aan te kunnen. Na de pandemie zakte de vraag in. Dit leidde in 2025 tot een structureel begrotingstekort van 6,2 miljoen euro. In februari werd aangekondigd dat er 65 voltijdbanen zouden verdwijnen.

## Wettelijke taken
Het doel van de Open Universiteit is het bieden van wetenschappelijk onderwijs aan iedereen, voor wie de drempels van de traditionele universiteiten belemmerend zijn. Daarbij kan gedacht worden aan mensen die onderwijs combineren met werk of andere activiteiten. Daarnaast aan mensen die pas op een later moment in hun levensloop voor het eerst universitair onderwijs kunnen of willen volgen. Ook mensen met een functiebeperking, topsporters of Nederlanders in het buitenland behoren tot de doelgroep. Steeds vaker zijn er ook jongvolwassenen die door de hogere tijdsdruk en kosten hun initiële leerweg niet in het voltijdonderwijs kunnen of willen doorlopen. Hiernaast is er een grote groep studenten die een hbo-bacheloropleiding aanvult met een universitaire masteropleiding aan de Open Universiteit.
Naast de wettelijke taak wetenschappelijk onderwijs te verzorgen, heeft de Open Universiteit de wettelijke taak een bijdrage te leveren aan de innovatie van het hoger onderwijs. In 1995 is de innovatieve taakstelling aangescherpt, die de Open Universiteit sinds haar oprichting had. De Open Universiteit werkt - vaak samen met andere universiteiten, hogescholen en andere organisaties - aan de verbetering van opleidingen en onderwijs. De Open Universiteit heeft veel deskundigheid in huis over het gebruik van nieuwe technologieën en onderwijskundige inzichten in het hoger onderwijs. Deze expertise was tot 2019 ondergebracht in het Welten-instituut, onderzoekscentrum voor leren, doceren en technologie. Dit instituut is in 2014 ontstaan door een fusie van het Centre for Learning Sciences and Technologies (CELSTEC) en LOOK, Wetenschappelijk centrum lerarenonderzoek, geheten.
Sedert een aantal jaren heeft de Open Universiteit ook een wettelijke onderzoekstaak bij de verschillende disciplines waarin ze wetenschappelijk onderwijs verzorgt. Dit zijn cultuurwetenschappen, informatica, managementwetenschappen, natuurwetenschappen, onderwijswetenschappen, rechtswetenschappen en psychologie.

## Universiteit voor leven-lang-leren
Om een leven-lang-leren in Nederland te bevorderen werkte de Open Universiteit samen met Teleac (NTR), SURFfoundation en Kennisnet in het Nationaal Initiatief Lang Leve Leren aan een nationale, open en flexibele infrastructuur, nodig voor mensen die willen blijven doorgaan met leren. Met Teleac had de Open Universiteit ook een strategische alliantie gesloten om samen een bijdrage te leveren aan de kennissamenleving.
Sinds 2006 biedt de universiteit ook gratis cursussen op internet aan om mensen eenvoudig te laten kennismaken met verschillende vakgebieden in het hoger onderwijs en om te bevorderen dat meer mensen in Nederland hoger onderwijs gaan volgen. Daarnaast doet de Open Universiteit zowel bij het Welten-instituut als bij de faculteiten onderzoek naar een leven-lang-leren.

## Organisatie

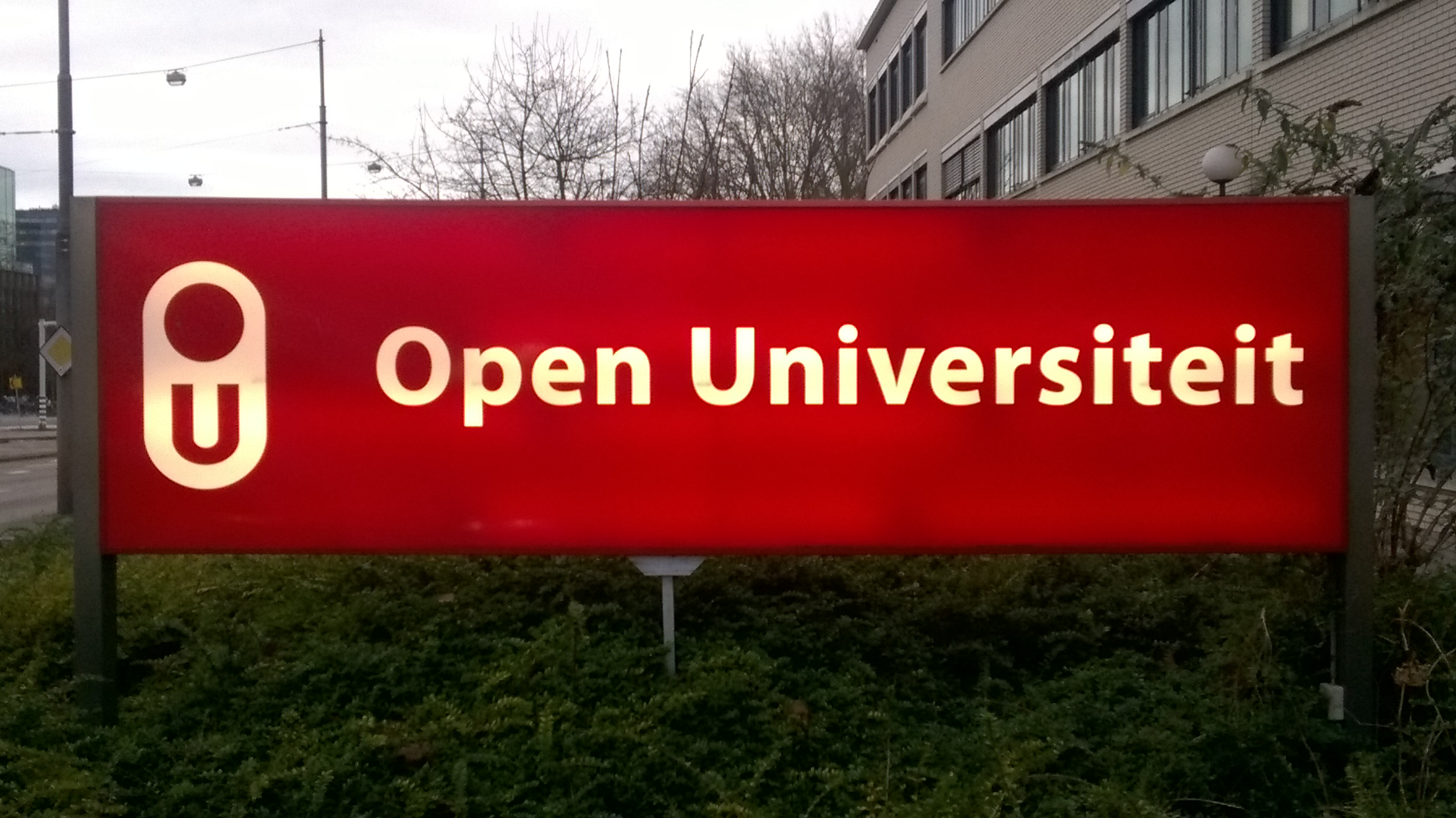
Beeldmerk van de organisatie

### Bestuur
- Raad van toezicht
- College van bestuur

### Faculteiten
- Bètawetenschappen: Milieuwetenschappen, Informatica en Informatiekunde
- Cultuurwetenschappen
- Managementwetenschappen
- Onderwijswetenschappen
- Psychologie: Psychologie en Gezondheidswetenschappen
- Rechtswetenschappen

### Expertisecentra
- CAROU: begeleiding bij het inzetten van technologische en sociale innovaties via onderzoeksprojecten en onderwijs op terreinen als Smart City, Cyber Security, Smart Industry, Climate Change en Continuous Learning
- Cyber Science Center: samenwerkingsverband met de Politieacademie en NHL Stenden Hogeschool
- NEIMED (Nederlands expertise en innovatiecentrum maatschappelijke effecten demografische krimp): samenwerkingsverband met Maastricht University en Zuyd Hogescholen

## Studierichtingen
De Open Universiteit biedt wo-bachelor- en masteropleidingen in de vakgebieden managementwetenschappen, rechten, psychologie, informatica, informatiekunde, cultuurwetenschappen, milieuwetenschappen, onderwijskunde en gezondheidswetenschappen.
De Open Universiteit werkt samen met de vijf Vlaamse universiteiten zodat ook Belgische studenten aan de Open Universiteit afstandsonderwijs kunnen volgen.

## Onderwijs en onderwijsaanbod
De WO-bachelor- en masteropleidingen van de Open Universiteit bestaan uit cursussen die vaak ook los bestudeerd kunnen worden. Het cursusmateriaal krijgen studenten thuisgestuurd. Daarnaast krijgt elke student toegang tot een elektronische leeromgeving. Voor begeleiding en tentamens gaan studenten naar de studiecentra. Voor een aantal bijzondere groepen bestaat de mogelijkheid om individueel en onder toezicht een tentamen af te leggen op plaatsvervangende of alternatieve examenlocaties als: gevangenissen en schepen van de Koninklijke Marine. Ook voor studenten met een ondersteuningsvraag heeft de Open Universiteit diverse voorzieningen.

## Studiecentra

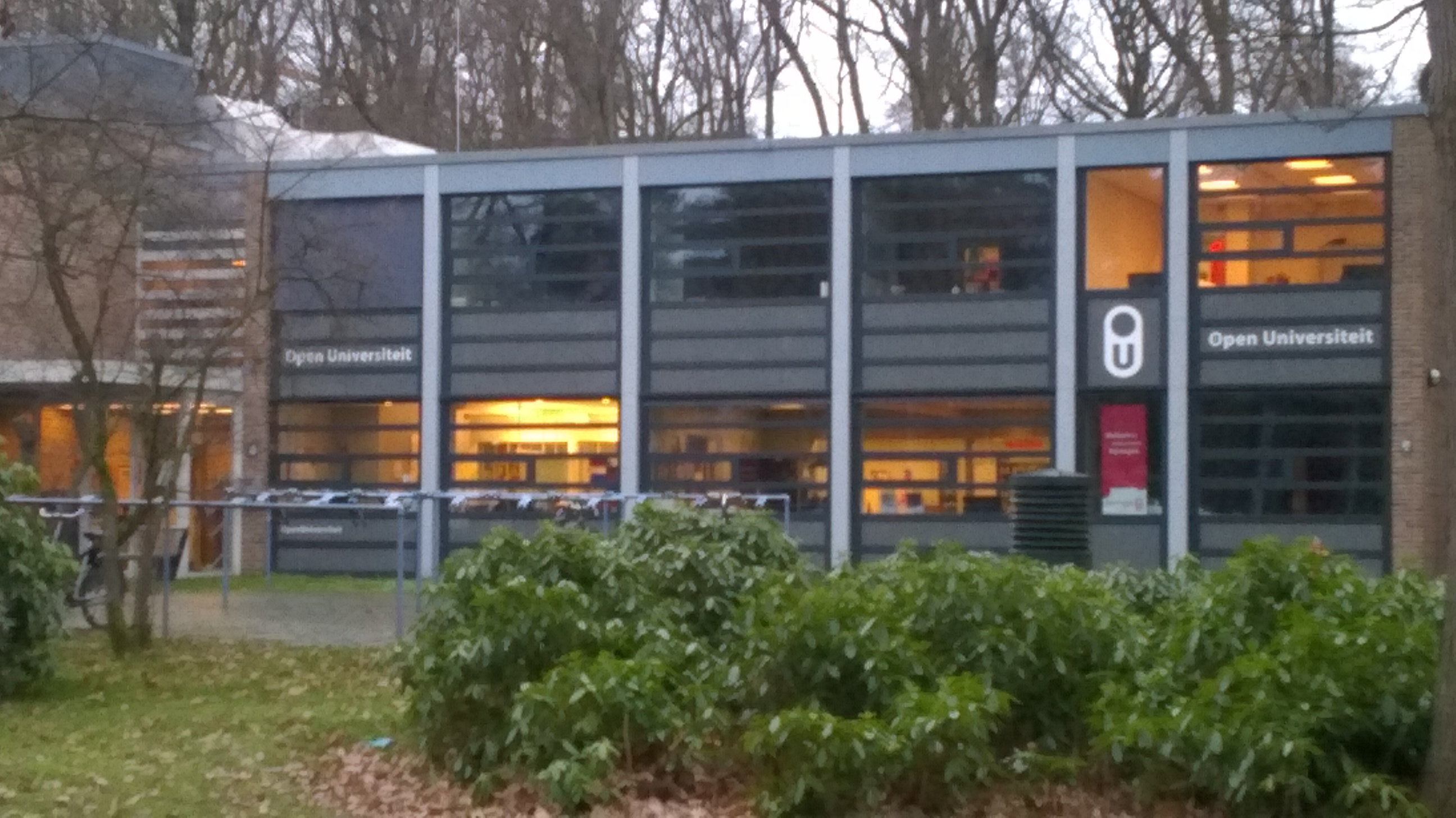
Studiecentrum Nijmegen

### Nederland
- Amsterdam (bij Vrije Universiteit Amsterdam)
- Eindhoven
- Enschede (bij Saxionhogescholen)
- Groningen
- Heerlen, tevens hoofdvestiging
- Leeuwarden
- Nijmegen (bij de Radboud Universiteit)
- Rotterdam
- Utrecht
- Vlissingen (bij HZ University of Applied Sciences)
- Zwolle

Per 1 september 2018 zijn de studiecentra in Alkmaar, Breda, Den Haag en Emmen gesloten. Vanaf het voorjaar van 2010 tot en met 2015 was er ook een studiecentrum in Almere. Het studiecentrum Sittard is in 2004 verplaatst naar Heerlen. In 2003 werden de studiecentra in Den Bosch, Venlo en Deventer gesloten.

### Vlaanderen
- Antwerpen (bij UA)
- Brussel (bij VUB)
- Hasselt (bij UHasselt)
- Gent (bij UGent)
- Kortrijk (bij KU Leuven Kulak)
- Leuven (bij KU Leuven)

### Overige
Naast studiecentra in Nederland en Vlaanderen zijn er ook afspraken gemaakt met (Nederlandstalige) universitaire instellingen in voormalige Overzeese Rijksdelen als:
- Universiteit van Curaçao (officieel: University of Curaçao mr. dr. Moises Frumencio da Costa Gomez) - Willemstad-Curaçao
- Ministerie van Onderwijs, Cultuur, Jeugd en Sport in Philipsburg Sint Maarten
- Onderwijs Instituut Caribisch Nederland in Kralendijk, Bonaire
- Examenbureau Aruba in Oranjestad
- Ministerie van Onderwijs, Wetenschap en Cultuur in Paramaribo, Suriname

## Eredoctoraten
De Open Universiteit heeft eredoctoraten verleend aan:
- Achtste lustrum (26 september 2024)
  - Mark Brown, hoogleraar digital learning
  - Arjen Lubach, televisiepresentator
  - Ionica Smeets, hoogleraar wetenschapscommunicatie
- Dies Natalis (21 september 2023)
  - Alex Edmans, hoogleraar Finance
- Dies Natalis (23 september 2022)
  - Michal Bobek, gasthoogleraar Europees recht
  - Pattie Maes, hoogleraar Media Arts and Sciences
  - Kim Putters, hoogleraar beleid en sturing van de zorg
- Dies Natalis (24 september 2021)
  - Erik Scherder, hoogleraar klinische neuropsychologie
- Zevende lustrum (26 september 2019)
  - Carolijn Visser, schrijfster
  - Jeroen van den Bergh, hoogleraar onderwijseconomie
- Zesde lustrum (26 september 2014)
  - Neelie Kroes
  - Frits van Oostrom
- Vijfde lustrum (4 december 2009 te Brussel)
  - Geert van Istendael, Belgisch schrijver en journalist
  - Brenda Gourley, emeritus Vice-Chancellor (president) van de Open University in Groot-Brittannië
- Vijfde lustrum (25 september 2009 te Heerlen)
  - Gerd Gigerenzer, psycholoog
  - Alexander Rinnooy Kan
- Vierde lustrum (24 september 2004)
  - Geert Mak
  - Jo Coenen
- 18de dies natalis (13 december 2002)
  - Diana Laurillard, hoogleraar Educational technology aan de Open University in Groot-Brittannië
  - Herman Wijffels
  - Leo Jansen
- Derde lustrum (27 september 1999)
  - Alan Lesgold, professor/decaan University of Pittsburgh
- Tweede lustrum (24 september 1994)
  - Rudi de Moor, hoogleraar sociologie
  - Paula D'Hondt, Belgisch politicus
- Eerste lustrum (29 september 1989)
  - Patricia Cross, psycholoog

## UNESCO leerstoelen
Bij de Open Universiteit zijn twee UNESCO-leerstoelen ondergebracht.
- UNESCO-leerstoel 'Kennis transfer voor duurzame ontwikkeling met behulp van ICT'
- UNESCO-leerstoel 'Open Educational Resources. Studies over strategie, implementatie en impact'

## Internationale samenwerkingsverbanden
De Open Universiteit heeft internationale samenwerkingsverbanden met vergelijkbare en reguliere instellingen in Europa op het gebied van onderwijs, onderzoek en onderwijsinnovatie.
Zo is zij lid van de European Association of Distance Teaching Universities (EADTU). De EADTU is een overkoepelende organisatie waarvan 200 Europese universiteiten en ongeveer drie miljoen studenten lid zijn. De OU is actief in bestuur, projecten en werkgroepen van EADTU.

### OpenEU Europese universitaire alliantie
De Open Universiteit werkt samen met andere Europese Open Universiteiten en verbonden partners in de OpenEU-alliantie. Dit is een van de 64 Europese allianties die door de Europese Commissie wordt ondersteund.
Partners, Open Universiteiten
- Fernuniversität Hagen,  Duitsland
- Universidad Nacional de Educación a Distancia (UNED),  Spanje
- Universitat Oberta de Catalunya  Spanje
- Universidade Aberta,  Portugal
- Bifröst University,  IJsland
- Hellenic Open University,  Griekenland
- Open University of Cyprus,  Cyprus

Partners, campus universiteiten
- Universiteit Daugavpils,  Letland
- St. Cyril and St. Methodius University of Veliko Tarnovo,  Bulgarije

Verbonden partners, onder andere
- EADTU
- The Open University,  Verenigd Koninkrijk
- Brightlands Smart Services Campus

Onder meer de UNED en Open University hebben een vestiging in Brussel.

## Rectores
- Van 1 januari 2019 tot 2027: prof. dr. Theo J. Bastiaens
- 1 januari 2011 tot 1 januari 2019: prof. mr. Anja Oskamp
- 2000 tot december 2010: prof. dr. ir. Fred Mulder